# Frédéric Galliano
Frédéric Galliano (ur. 23 grudnia 1969 w Grenoble) – francuski kompozytor i muzyk wykonujący muzykę elektroniczną. W latach 1987–1991 studiował Beaux-Arts de Valence.

## Dyskografia

### Albumy
- 1997 : Espaces Baroques
- 1998 : Live Infinis
- 2002 : Frederic Galliano And The African Divas
- 2004 : Sacré Live !
- 2006 : Kuduro Sound System